# Кси Голубя
Кси Голубя (лат. ξ Columbae), HD 40176 — двойная звезда в созвездии Голубя на расстоянии приблизительно 259 световых лет (около 79,2 парсек) от Солнца. Видимая звёздная величина звезды — +4,967m.

## Характеристики
Первый компонент — оранжевый гигант спектрального класса K0, или K1IIICNII, или K1III, или G8III. Масса — около 2,98 солнечной, радиус — около 17,819 солнечного, светимость — около 123,027 солнечной. Эффективная температура — около 4701 K.
Второй компонент — красный карлик спектрального класса M. Масса — около 167,72 юпитерианской (0,1601 солнечной). Удалён в среднем на 2,202 а.е..